# 永清戰鬥
永清戰鬥發生於1922年5月2日－5日，地點則是在中國天津西北一帶。是北洋政府時期內戰之一，也是直奉戰爭一部份。交戰兩方為直軍中路及奉軍中路。戰鬥結束後，守軍直軍中路獲勝，一度佔領永清的奉軍，戰後敗退天津。

## 參看
- 北洋政府
- 中華民國北洋政府時期內戰戰鬥列表